# Toxorhina (Ceratocheilus) scimitar
Toxorhina (Ceratocheilus) scimitar is een tweevleugelige uit de familie steltmuggen (Limoniidae). De soort komt voor in het Afrotropisch gebied.